# تورزنیا
تورزنیا (به لاتین: Turznia) یک منطقهٔ مسکونی در لهستان است که در Gmina Żytno واقع شده‌است.